# Американски крайбрежен бекас
Американски крайбрежен бекас (Limosa fedoa) е вид птица от семейство Бекасови (Scolopacidae).

## Описание
Птиците имат дълги синьо-сиви оперени крака и много дълъг розов клюн, тънък по цялата си дължина и заострен на върха. Вратът е дълъг, гърдите и корема са светло кафяви с тъмни ленти на гърдите и хълбоците. Гърбът е на тъмни петна. Долната част на крилете е с канелен цвят.

## Географско разпространение
Птиците се размножават и гнездят в северните прерии на Северна Америка в Западна Канада и централната част на северните САЩ. Тук гнездят по земята в сред къси треви. През зимата мигрират на ята и зимуват по крайбрежието на Калифорния, Мексиканския залив, Мексико и Южна Америка.

## Хранене
Тези птици се хранят с малки безгръбначни в земята и по крайбрежията на водни площи. В менюто им влизат основно насекоми и ракообразни, но се хранят и с части на растения.